# Ардатовский парк
Арда́товский парк — общественный парк, расположенный на территории рабочего посёлка Ардатов Нижегородской области России.

## История
Парк был заложен в 1913 году ардатовским уездным агрономом Павлом Васильевичем Жилинским, который выписал и высадил саженцы лип. Деньги на закупку лип, а также создание аттракционов (до нашего времени не сохранились) были выделены купцом 2-й гильдии, почётным гражданином Адатова Иваном Павловичем Крашенинниковым. Решением Горьковского облисполкома № 166 от 18 апреля 1986 года парк был признан памятником природы регионального значения.

## Описание
Парк имеет площадь около 2 гектаров и делится на две части — старую и новую. В старой части произрастают липы возрастом более ста лет, в новой части — берёзы, липы, клёны возрастом 20—30 лет. Кроме того, в парке находятся несколько видов кустарников, среди которых пузыреплодник амурский, жимолость татарская, лох узколистный и некоторые другие. В парке имеются асфальтированные дорожки, детская площадка, установлен памятник погибшим в Великой Отечественной войне. Парк имеет рекреационное значение.